# Маковский, Томаш (футболист)
То́маш Ми́хал Ма́ковский  (пол. Tomasz Michał Makowski; 19 июля 1999, Згеж) — польский футболист, полузащитник клуба «Заглембе».

## Клубная карьера
Родился 19 июля 1999 года в городе Згеж. Воспитанник футбольной школы клуба «Лехия» (Гданьск). В 2017 году для получения игровой практики был отдан в аренду в клуб второго дивизиона «Гурник» (Ленчна), где в сезоне 2017/18 сыграл 20 матчей в чемпионате, но не спас её от понижения в классе.
Вернувшись в 2018 году в «Лехию» (Гданьск), Маковский в первом же сезоне выиграл с родной командой Кубок Польши.

## Карьера в сборной
В 2017 году дебютировал в составе юношеской сборной Польши, принял участие в 9 играх на юношеском уровне.
В 2019 году в составе молодёжной сборной Польши поехал на домашний молодёжный чемпионат мира. На турнире сыграл в трёх матчах, а команда вылетела на стадии 1/8 финала.